# Н. К. Джемисин
Н. К. Джемисин (на английски: N. K. Jemisin) е американска писателка на произведения в жанра научна фантастика и фентъзи.

## Биография и творчество
Нора К. Джемисин е родена на 19 септември 1972 г. в Айова Сити, Айова, САЩ. Отраства в Йорк и Мобайл, Алабама. В продължение на 10 години живее в Масачузетс, след което се премества в Ню Йорк. През 1994 г. завършва Университета Тулейн в Ню Орлеанс с бакалавърска степен по психология, а след това и магистърска степен по училищна психология от Колидж Парк на Университета на Мериленд. Учи творческо писане на научна фантастика в Творческата работилница „Виабъл Парадайз“ на остров Мартас Винярд.
През 2004 г. е публикуван първият ѝ разказ „L'Alchimista“ (Алхимикът). Разказът ѝ „Non-Zero Probabilities“ (Нулеви вероятности) от 2009 г. е номиниран за наградите „Хюго“ и „Небюла“.
През 2009 г. е издаден първият ѝ роман „The Hundred Thousand Kingdoms“ (Стоте хиляди кралства) от фентъзи поредицата „Наследство“. Той е удостоен с наградата „Локус“ за най-добър първи роман, и с японската награда за литература „Sense of Gender“.
През 2012 г. е издаден романът ѝ „Луната, която убива“ от фентъзи поредицата „Сънната кръв“. Главният герой, бирникът Ехиру, жрец на богинята на сънищата и пазител на мира в града-държава Гуджааре, открива заговор срещу държавата, и трябва да извърши нужното, за да го спре и защити родния си град.
Романът ѝ „The Fifth Season“ (Петият сезон) от апокалптичната фантастичната поредица „Разделена земя“ е издаден през 2015 г. Изригване на супервулкан разкъсва земята и последвалата го вулканична зима поставят пред екстремно изпитание цивилизацията, а едно семейство се опитва да намери своя път за оцеляване. Книгата е удостоена с наградата „Хюго“ за най-добър роман през 2016 г., с което Нора Джемисин става първата афроамериканка носителка на отличието.
Работи като кариерен консултант до май 2016 г., когато се посвещава на писателската си кариера. Пише и като колумнист в „Ню Йорк Таймс“ за изданията на научна фантастика и фентъзи.
Нора Джемисин живее в Бруклин, Ню Йорк.

## Произведения

### Самостоятелни романи
- The City Born Great (2016)

### Серия „Наследство“ (Inheritance Trilogy)
1. The Hundred Thousand Kingdoms (2009) – награда „Локус“ за най-добър първи роман, японска награда за литература
2. The Broken Kingdoms (2010)
3. The Kingdom of Gods (2011)

- The Awakened Kingdom (2014)
- Shades in Shadow (2015) – сборник, предистория и разкази

### Серия „Сънната кръв“ (Dreamblood)
1. The Killing Moon (2012)
Луната, която убива, изд.“ Сиела“, София (2014), прев. Павел Главусанов
2. The Shadowed Sun (2012)
Засенчено слънце, изд.“ Сиела“, София (2014), прев. Павел Главусанов

### Серия „Разделена земя“ (Broken Earth)
1. The Fifth Season (2015) – награда „Хюго“ за най-добър роман
2. The Obelisk Gate (2016) – награда „Хюго“ за най-добър роман
3. The Stone Sky (2017)

### Разкази
- L'Alchimista (2004)
- Too Many Yesterdays, Not Enough Tomorrows (2004)
- Red Riding-Hood's Child (2005)
- Cloud Dragon Skies (2005)
- Bittersweet (2007)
- The Narcomancer (2007)
- The Brides of Heaven (2007)
- The You Train (2007)
- Playing Nice With God's Bowling Ball (2008)
- Non-Zero Probabilities (2009)
- Sinners, Saints, Dragons, and Haints, in the City Beneath the Still Waters (2010)
- On the Banks of the River Lex (2010)
- The Trojan Girl (2011)
- The Effluent Engine (2011)
- From The Killing Moon (excerpt) (2012)
- Valedictorian (2012)
- Walking Awake (2014)
- Stone Hunger (2014)
- Sunshine Ninety-Nine (2015)

### Документалистика
- Geek Wisdom (2011) – с Женевиев Валънтайн